# Huracán Ramírez
Daniel García Arteaga (9 de abril de 1926 - 31 de octubre de 2006), conocido como Huracán Ramírez, fue un luchador profesional y actor mexicano. 

## Biografía y carrera
Daniel García Arteaga nació en el corazón de la colonia Morelos (Barrio de Tepito) en la Ciudad de México; fue el último de cuatro hijos, tres de los cuales ya eran luchadores: La Pantera Roja, Rudy García y El Demonio Rojo. Vivió una infancia precaria aunque, según él mismo, llena de satisfacciones. Logró completar sus estudios en Estados Unidos, donde aprendió el idioma inglés y ganó un concurso de patinaje. La incursión de Daniel en la lucha libre se produjo por varios motivos. Por un lado, presenció en EE. UU. un encuentro de un oso contra un luchador y por otro lado, lo que más le influyó fue la figura de sus hermanos. A su regreso, comentó con su familia el deseo de ser luchador. Sin embargo no contó con la aprobación de sus padres y hermanos, debido al físico delgado que tenía. Ellos le sugirieron practicar el boxeo, así que comenzó a incursionarse en el arte del pugilismo, llegando a viajar a Cuba y al mismo tiempo empezó a practicar la lucha libre a escondidas. Su profesor fue el profesor Chico Veloz, quien decidió apoyarlo ante la negativa de Chico Hernández para preparar a Daniel.
Debutó en Colombia bajo el nombre del Buitre Blanco, usando máscara para no ser reconocido después de 15 años de practicar el deporte. Posteriormente se le conocería como Chico García. Combinó sus actividades con el doblaje de personajes en escenas peligrosas de películas, como Tin Tán.
Posteriormente, sus hermanos descubrieron que Daniel ya se había incursionado en el Pancracio; pasada la primera impresión, decidieron apoyarlo en su carrera en la lucha libre, brindándole grandes consejos y llegando a ponerle en contacto con el promotor Salvador Lutteroth Jr., quien era el mandamás de la Empresa Mexicana de Lucha Libre (Hoy Consejo Mundial de Lucha Libre).

### El encuentro con el Huracán

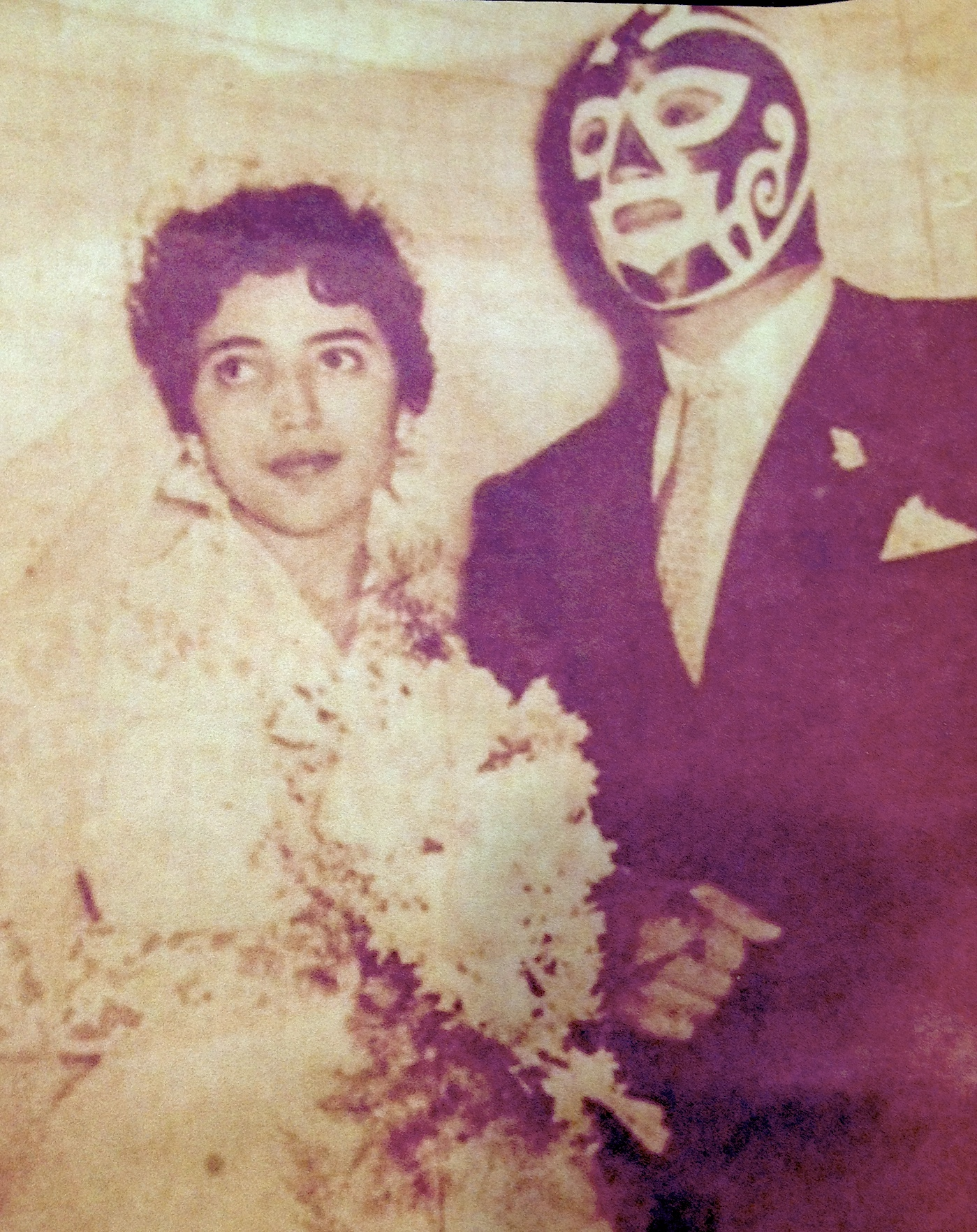
Huracán Ramírez junto a su esposa Chaly Alvarenga, c. 1960.

Es a raíz de un casting entre luchadores convocada por el cineasta mexicano Joselito Rodríguez y su hijo Juan Rodríguez Mass, donde Daniel García logró obtener el visto bueno y la autorización para ser el portador del personaje. 
Este personaje debía quitarse la máscara durante la película y ningún luchador estaba dispuesto a hacer tal cosa, ya que protegían mucho su identidad. Los señores Rodríguez, junto a Alfonso Ramírez "Pompín" fueron quienes crearon toda la idea del personaje, que ya había sido interpretado por los españoles Fernando Osés y Eduardo Bonada.
El nombre de "Huracán" fue puesto porque es uno de los colosos más poderosos e impresionantes y "Ramírez" fue en honor al General Ramírez, quien salvó de la cárcel al cineasta Joselito Rodríguez y a su padre, aunque se cuenta que el productor deseaba el apellido de Ramírez al buscar un apellido común y de gran arraigo en los pueblos; por ello se decidió a denominar a este personaje mítico del cine mexicano con el nombre de Huracán Ramírez. 
Participando en la cinta: "El regreso del Huracán Ramírez" Daniel García llegó a adoptar al personaje con plena identificación y gran apoyo del público. Debutó en la extinta Arena Isabel de Cuernavaca, Morelos, en 1952; portando los colores azul y blanco como distintivo y con la elasticidad que adquirió al practicar la gimnasia en su juventud, llegó a ser gran ídolo en Colombia y Bolivia (donde conoció a su gran compañera de vida, Euly Fernández), superando al mítico luchador El Santo (Rodolfo Guzmán).
Fue creador de la genial llave-lance denominada en su honor "La Huracarrana". En palabras de Daniel, él bautizó tal movimiento como Huracanada, pero el público y los medios especializados rebautizaron dicha llave como Huracarrana.
Durante la comercialización de las películas realizó una gran campaña en Japón acompañado de Felipe Ham Lee llegando a enfrentarse incluso a figuras del calibre de Antonio Inoki. Obtuvo máscaras cotizadas como la de El Enfermero (Tony Navarro) y el Espanto III (Miguel Vázquez) y cabelleras como la de El Signo (Antonio Sánchez). Fue el primer gladiador en ostentar cuatro cinturones de manera simultánea, entre ellos el Semicompleto de Sudamérica derrotando a un luchador de Guatemala, The Mummy y el Mundial Wélter NWA, derrotando a Karloff "Chilaquil" Lagarde, teniendo que renunciar en su momento a tres cinturones para evitar ser desconocido como campeón. 
Mantuvo gran rivalidad con René "Copetes" Guajardo, Lagarde, Coloso Colosetti, Canek, Dr. Wagner Sr. (Manuel González), Fishman (José Nájera), Los Brazos, Los Misioneros de la Muerte y Los Villanos, especialmente con el III (Arturo Mendoza). Sus grandes parejas fueron, El Santo, Mil Máscaras, Blue Demon, el Solitario (Roberto González) y el Rayo de Jalisco (Max Linares). 
Cabe mencionar que Huracán Ramírez fue el primer luchador en hacer una película en toda la historia del cine mexicano; es uno de los íconos más importantes de la historia de la Lucha Mexicana, se le conoció a lo largo de su carrera como "El Príncipe de Seda" y el "Hombre de las Pipas". Huracán es una leyenda que seguirá vigente en el gusto del público porque las leyendas nunca mueren. El éxito del legendario personaje ha sido tal que inclusive grupos juveniles de Surf Rock como Lost Acapulco han portado su máscara en honor a su legado (quien la portó fue el bajista conocido como el Sr. Ramírez, modificando después los colores y el diseño del antifaz). Curiosamente, Daniel García modificó, con autorización del cineasta Rodríguez, el diseño y los colores de la máscara. Era negra con vivos rojos, y los cambió por el azul que hizo legendario este nombre.
(Fuentes: Semanario Deportivo Luchas 2000: El Deporte Espéctáculo, Jorge Gómez Garnica, Ulises Jiménez "DjSpectro", Ricardo Morales "Candadito", El Testigo y testimonio de Don Daniel Gracía).

## Boxeo vs. Lucha Libre
Este carismático personaje protagonizó un inédito en la historia al enfrentarse por vez primera a un boxeador en el año de 1963. Desafió al famoso boxeador "El tigre Francés" verificándose dicho encuentro en la ciudad de Bogotá en el mes de mayo.

## Retiro y sucesores
Daniel García (Huracán Ramírez) murió el 31 de octubre de 2006 en México, D.F. Su retiro se dio en el también extinto Toreo de Cuatro Caminos, en Naucalpan, Edo. De México, en 1987, acompañado de Tinieblas Sr. y el Hijo del Santo, ganando en tres fabulosas caídas a los Brazos.
Cabe mencionar, que derivado de diferencias con el productor Juan Rodríguez Mass por situaciones con el nombre, Daniel decidió despojarse voluntariamente de la máscara en 1988, por lo cual el personaje de Huracán quedó sin representante durante algún tiempo. Después de esto, Daniel fue instructor de la policía y representante de la H. Comisión de Boxeo Y Lucha del D.F. Incluso llegó a participar como invitado del programa televisivo "Tómbola" de TV Azteca transmitido en México, en 2001 y apareciendo ocasionalmente en homenajes a luchadores como el Matemático y Black Shadow, en las Arenas Coliseo y Naucalpan respectivamente, en 2005.
Posteriormente el personaje lo adoptó Juan Sevilla González (Huracán Ramírez), quien perdió la máscara en un triangular, donde participaban Fuerza Guerrera y Octagón (Fuerza Guerrera libra el duelo directo y Octagón es quien logra ganar con la tapa de dicho Huracán). Dicho encuentro se celebró en la Arena México, en mayo de 1991. El perdedor pronto desapareció del medio. Posteriormente, se sabe de dos Huracanes más, Pedro Macías (Hijo de Huracán Ramírez) y Salvador Durán (Huracán Ramírez Jr.) logrando realizar una gira por el medio oriente en el lejano país del Líbano, fueron campeones de parejas y tercias junto con Ciclón Ramírez ambos en la Arena Naucalpan, localizada en el Estado de México, incursionaron en la EMLL ahora CMLL, PROMO-AZTECA, AAA, REVOLUCIONARIOS, IWRG logrando grandes triunfos y fuertes derrotas.
Actualmente existe un nuevo Huracán Ramírez, el cual poco a poco ha logrado mantenerse en el gusto del público mexicano luchando incluso con Huracán Ramírez Jr. (actualmente se presentara el martes 2 de abril de 2013 en Monterrey Nuevo León en el evento todo vs todo donde ha destacado como una de las máximas figuras del pancracio mexicano).
Como colofón, Daniel García logró aportar a dos magníficos luchadores: sus sobrinos Rodolfo (El Matemático) y Rubén (Huracán Jr., no confundir con Huracán Ramírez Jr./Juan Sevilla). Asimismo, existió un gladiador de nombre y máscara azul, muy parecidos: Ciclón Ramírez (Celso Reyes).